# 小黑领噪鹛
小黑领噪鹛（学名：Garrulax monileger），是画眉科噪鹛属的一种，分布于不丹、孟加拉国、老挝、中国大陆、越南、印度、泰国、缅甸、尼泊尔和柬埔寨。该物种的保护状况被评为无危。
小黑领噪鹛的平均体重约为84.0克。栖息地包括温带森林、亚热带或热带的湿润低地林、亚热带或热带的（低地）湿润疏灌丛和亚热带或热带的湿润山地林。该物种的模式产地在尼泊尔。

## 亚种
- 小黑领噪鹛华南亚种（学名：Garrulax monileger melli），是中国的特有亚种。分布于湖南、福建、广东等地。该物种的模式产地在广东。[3]
- 小黑领噪鹛指名亚种（学名：Garrulax monileger monileger）。分布于尼泊尔至印度、缅甸以及中国大陆的云南等地。该物种的模式产地在尼泊尔。[4]
- 小黑领噪鹛滇南亚种（学名：Garrulax monileger schauenseei）。分布于老挝、泰国、缅甸以及中国大陆的云南等地。该物种的模式产地在老挝XiengKhouang。[5]
- 小黑领噪鹛海南亚种（学名：Garrulax monileger schmackeri），是中国的特有亚种。分布于海南岛等地。该物种的模式产地在海南岛。[6]